# نووه هرمینووی

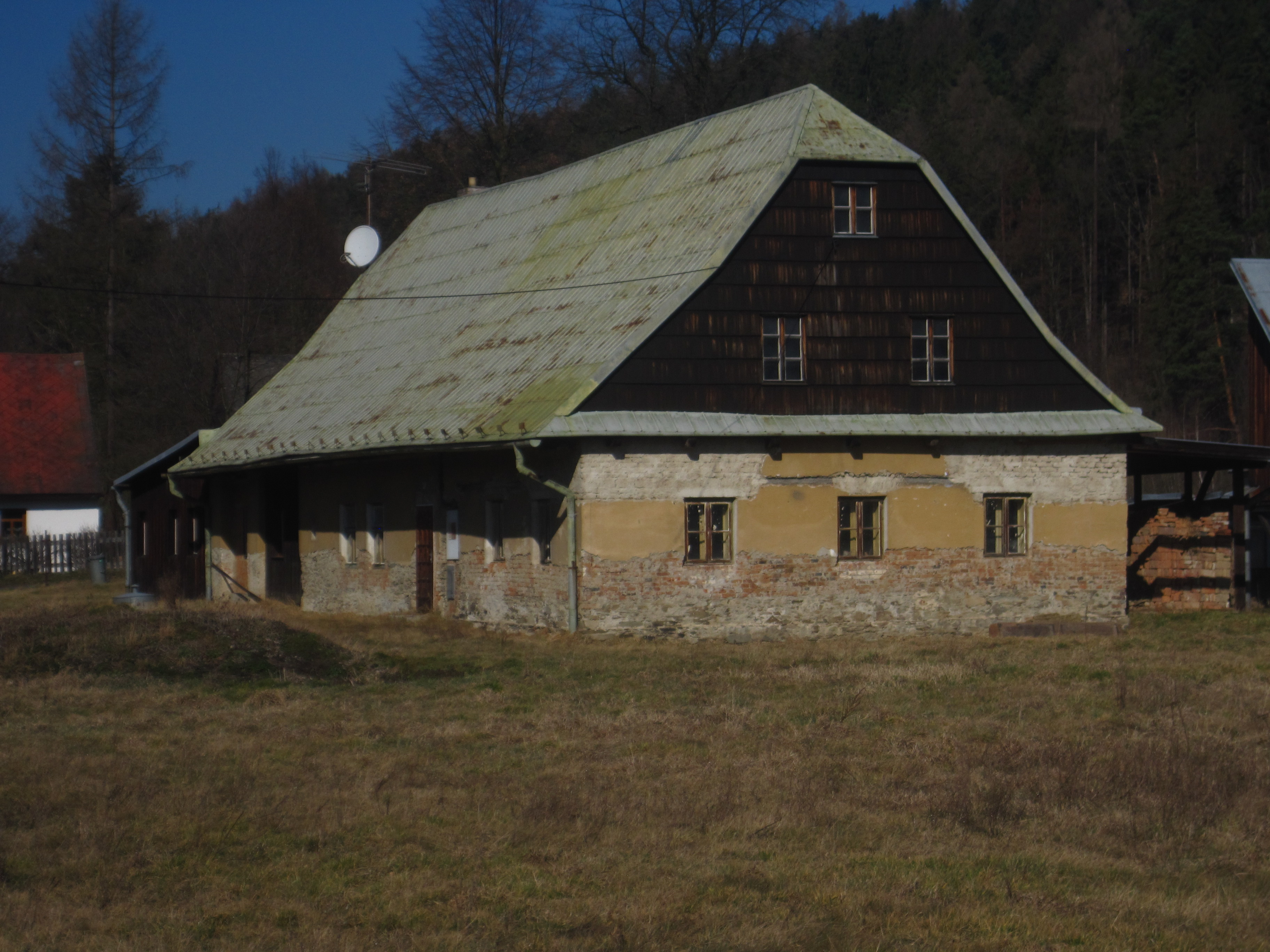
نووه هرمینووی

نووه هرمینووی (به چکی: Nové Heřminovy) یک منطقهٔ مسکونی در جمهوری چک است که در شهرستان برونتال واقع شده‌است.